# 刘皇后 (石虎)
劉皇后（318年—349年），十六國時期人物，她是前赵皇帝刘曜的女儿，封安定公主。后为后赵武帝石虎的第三任皇后。

## 生平
劉皇后本来是前赵皇帝刘曜最小的女儿安定公主，有殊色。後趙太和二年（329年），刘曜被后赵明帝石勒俘虏，安定公主随同她的哥哥太子刘熙和南阳王刘胤从前赵都城长安逃到了上邽（今甘肃天水）。刘胤计划收复长安，却被石勒的侄儿石虎击败，石虎随后攻陷上邽，擒杀刘熙和刘胤，安定公主被石虎的部属張豺擒获。石虎将年僅12歲的安定公主強占為妾，建武五年（339年），刘夫人为石虎生下了他最小的儿子——齐公石世，封安定公主為昭儀。
建武十四年（348年）八月，因为石虎的第二个太子石宣暗杀其弟石韜并阴谋篡夺石虎的皇位，石虎虐杀了亲生儿子石宣，废掉皇后杜珠。随后石虎欲從兒子石遵和石斌中選擇一人為太子。劉氏的死黨將軍張豺挑拨说石斌的母亲贱微，而且石斌曾经犯过错；石遵是被杀的第一任太子石邃的同母弟弟，母子必然心怀怨恨。石虎受到刘氏和張豺蛊惑教唆，最终觉得石世年幼，待他长大自己已经老死，不至于再有弑父之事，于是立石世为太子，刘夫人为皇后。
太宁元年（349年）四月，石虎患病，安排儿子彭城王石遵和燕王石斌共同摄政，辅佐石世。这妨碍了刘皇后和張豺控制政权的计划，二人矫诏诛杀石斌并将石遵赶出京城。四月廿三，石虎去世，石世继位，刘皇后被尊为皇太后，張豺亦掌握大权。她向石遵和义阳王石鉴行怀柔之策，给予他们高官。然而，石遵没有接受，并向后赵的都城鄴城（今河北临漳）进攻。刘太后被迫同意石遵摄政，加九锡。但没能阻止石遵进入鄴城夺权。他杀死張豺，矫刘太后之诏，废黜石世，夺取皇位。
五月十六，石世贬为谯王，封邑万户，待以不臣之礼；刘太后被废为谯王太妃，石世在位仅33日。不久，石世与刘太妃皆被石遵所杀。劉氏卒年32歲。